# Narthecura munita
Narthecura munita là một loài tò vò trong họ Ichneumonidae.